# 南砺市立福光中学校
南砺市立福光中学校（なんとしりつ ふくみつちゅうがっこう）は、富山県南砺市にある市立中学校。

## 沿革
- 1947年4月 - 開校[2]。
- 1962年4月1日 - 福光町立南蟹谷中学校と統合[3]。
- 1965年3月25日 - 施設整備工事完工式[4]。
- 1993年6月12日 - 校舎の全面改築工事が完了[5]（総事業費32億7000万円[6]）。
- 2004年11月：市町村合併に伴い、南砺市立福光中学校と改称。

## 通学区域
福光中部小学校区、福光南部小学校区のうち土生、土生新、殿、大西を除く区域